# Renato Tarantelli Baccari
Renato Tarantelli Baccari (* 25. dubna 1976 Řím) je italský římskokatolický duchovní, biskup a viceregent diecéze Řím.

## Život
Narodil se 25. dubna 1976 v Římě.
Vystudoval práva a působil jako právník, asistent a profesor na Univerzitě La Sapienza a univerzitě Luiss Guido Carli. Po získání licenciátu z kanonického práva byl 28. října 2017 arcibiskupem Angelem De Donatis vysvěcen na jáhna a 22. dubna 2018 papežem Františkem na kněze.
Před biskupským jmenováním zastával různé funkce; právně-administrativní biskupský vikář, koordinátor právní oblasti a oblasti správy majetku římské diecéze či jako rektor kostela Santa Maria del terzo millennio alle Tre Fontane. Dne 21. listopadu 2024 jej papež František jmenoval pomocným biskupem a viceregentem diecéze Řím s udělením titulu biskupa z Campli. Biskupské svěcení přijal 4. ledna 2025 z rukou kardinála Baldassare Reiny a spolusvětiteli byli kardinál Christoph Schönborn a biskup Michele Di Tolve.